# Осада Ле-Кенуа (1794)
Осада Ле-Кенуа (фр. Siège du Quesnoy) французскими революционными войсками проходила с 19 июля по 15 августа 1794 года (28 термидора II года), во время войны Первой коалиции, и привела к захвату города и крепости.
В 1793 году в ходе Первой коалиционной войны, части австрийской армии принца Кобургского под началом генерала Клерфэ при поддержке французских роялистов, в результате непродолжительной осады, завладели Ле-Кенуа, выбив из крепости пятитысячный французский гарнизон. Австрийцы с особой тщательностью отремонтировали укрепления Ле-Кенуа. Гарнизон составлял три тысячи австрийцев, валлонов и хорватов.
В 1794 году, после победы французской армии Жана-Батиста Журдана в битве при Флерусе, вся Бельгия попала в руки республиканцев, которые практически сразу начали отвоёвывать потерянные ими ранее крепости. Главнокомандующий генерал Журдан, получив извещение о сдаче крепости Ландреси, отдал приказ генералу Шереру немедленно начать осаду Ле-Кенуа. Руководство инженерными работами было поручено шефу бригады Арману Мареско.
19 июля 1794 года генерал Бартелеми Луи Жозеф Шерер подступил к стенам Ле-Кенуа и начал осаду города. Следовало ожидать более упорного сопротивления, чем при Ландреси, и, следовательно, необходимо было задействовать более значительные средства. Генерал Шерер принял меры по усилению осаждающей армии, увеличению количества орудий и всякого рода припасов.
25 июля была заложена первая параллель (специальная траншея для обеспечения осады крепости), 30-го — вторая, в трёхстах шагах от прикрытого пути.
Генерал Шерер потребовал от гарнизона крепости сдачи, но предложение было отклонено и осада продолжилась. Самый слабый пункт крепости примыкал к Валансьенским воротам, куда и направил свои усилия генерал Арман Самюэль де Мареско, заведовавший осадными работами. Для введения неприятеля в заблуждение, он открыл ложную параллель на противоположном конце города. Осажденных удалось обмануть, и они сосредоточили там свои основные силы.
Невзирая на дождливое время, осаждавшие успели заложить 3-ю параллель, после чего крепость капитулировала.
Именно во время осады Ле-Кенуа было проведено первое испытание телеграфных линий для переписки армий. Сообщение о капитуляции крепости в Париже было получено по телеграфу через час.